# 马角镇
马角镇，是中华人民共和国四川省绵阳市江油市下辖的一个乡镇级行政单位。

## 简介
位于江油市北部潼江上游，距市区62千米，东与二郎庙镇、雁门镇相邻，西南与厚坝镇接壤，北与枫顺乡、雁门镇毗邻,面积150.99平方千米，全镇有耕地9000余亩。

## 历史沿革
马角坝原名马阁坝，三国曹魏大将邓艾伐蜀，从景谷路出江油，至此悬崖峭壁，乃束马悬车，造作栈阁，方得通路，因名马阁。1952年建设宝成铁路火车站及机务段时咨询地名，因当地方音将“阁”和“角”均读作“guo”，就误报误写为“马角坝”“马角坝机务段”等名称，就一直沿用至今。

## 行政区划
马角镇下辖以下地区：
梓江社区、龙宫村、岳村、大炉山村、前进村、沉水村、油房沟村、印坪村和马阁寺村。

## 自然资源
有石灰石、铁矿石、石英砂、白云石、页岩等矿产资源，尤其以石灰石含量最大，碳酸钙含量最高达55%；有林地18万余亩，森林覆盖率80％。

## 基础设施
有江油市鸿飞集团马角水厂，2座11万千伏输变电站；有天燃气站1座；有中心小学、卫生院各1所；电信、移动、联通信号覆盖全境；有火车货站（马角坝站）、汽车客运站各1个。